# Vithoba

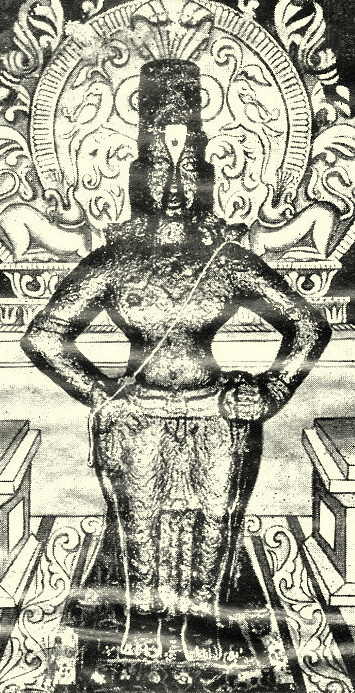
Imagen central de Vithoba en el templo de Pandharpur

Vithoba es un dios hindú venerado predominantemente en los estados de Maharastra, Karnataka y Andhra Pradesh en la India.
La deidad recibe varios nombres en distintos idiomas:
- विठोबा en maratí. Viṭhobā en el Alfabeto Internacional de Transliteración Sánscrita (AITS).
- विठ्ठल en sánscrito; Viṭṭhala en AITS.
- ವಿಟ್ಟಲ en canarés; Viṭṭhala o Viṭṭala en AITS.
- पांडुरंग en sánscrito; Paṇḍuraṇga en AITS (‘blancuzco-color’).
- ಪಾಂಡುರಂಗ en canarés; Paṇḍuraṇga en AITS.

Generalmente ha sido considerado una manifestación de la deidad hindú Vishnu o un avatar (reencarnación) de Krishna, y en ciertas ocasiones también ha sido asociado con los dioses Shiva y Buda, o ambos. Frecuentemente es representado como un joven de tez oscura, que aparece de pie sobre un ladrillo en posición de jarra, y en algunos casos acompañado de su principal consorte llamada Rakhumai (Rukmini).
Vithoba es el dios principal de la secta monoteísta Maharastra (que no es varkari brahmanista) y de la secta haridasa de Karnataka. El templo más importante de esta deidad se encuentra en la ciudad de Pandharpur (en Maharastra), cercano a la frontera de Karnataka. La leyenda de Vithoba gira alrededor del devoto Pundalik (a quien se le atribuye haber llevado la deidad a Pandharpur) y alrededor del rol de Vithoba como salvador de los santos poetas de la creencia varkari. Los santos poetas varkari han escrito varias composiciones devocionales en idioma maratí dedicadas a Vithoba, y que son conocidas como abhangas por su único género lírico. Otra literatura devocional incluye los himnos en idioma canarés realizados por los haridasas y las versiones en idioma maratí de las canciones aratis provenientes del hindú genérico y que son asociadas con los rituales de ofrendas de luz hacia la deidad. Los festivales más importantes en honor a Vithoba se llevan a cabo en el ekadashí (el undécimo día de los meses lunares según el calendario hindú), que son shayani ekadashi (en el mes de ashadhi) y prabodini ekadashi (en el mes de kartika).
La historiografía de Vithoba y su culto, al igual que el origen de varios de sus nombres, aún siguen siendo debatidos. Varios indologistas han propuesto una prehistoria del culto hacia Vithoba, identificándolo con:
un héroe de piedra,
un dios del ganado,
un santo del culto jaina,
una manifestación de Shivá, Buda y hasta incluso, según algunos devotos, todas estas deidades al mismo tiempo. Cabe mencionar que a pesar de que los orígenes de su culto y su principal templo son desconocidos, hay una clara evidencia de la existencia de estos en el siglo XIII.

## Etimología y otros nombres

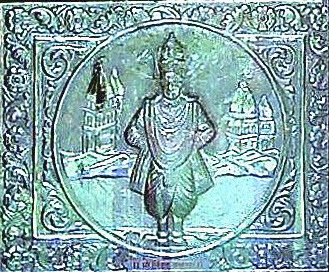
Detalle de una puerta del templo Sri Balayi representando a Vithoba, en la ciudad de Goa (India)

Vithoba es conocido por varios nombres: Vitthala, Pandúranga, Pandharinath, Jari y Naraianá. Existen numerosas teorías sobre los orígenes y significados de sus nombres. La etimología varkari sugiere que el nombre de Vitthala está compuesto por dos palabras en sánscrito maratí: vit, que significa ‘ladrillo’; y thal, que puede haber surgido de la palabra en sánscrito sthala que significa ‘de pie’. Por lo tanto, Vitthala significaría ‘aquel que está de pie sobre un ladrillo’.
El orientalista William Crooke ha apoyado esta explicación.
La iconografía recomendada de Vithoba estipula que debe ser exhibido de pie sobre un ladrillo y con sus brazos en posición de jarra, lo cual está asociado con la leyenda del devoto Pundalik.
Sin embargo, el santo poeta varkari llamado Tukaram propuso una diferente etimología en la que establece que Vitthala está compuesto de las palabras vittha (ignorancia) y la (aquel que acepta); por consiguiente el significado es ‘aquel que acepta gente inocente que ha sido desprovista de conocimiento’.
El historiador Ramakrishna Gopal Bhandakar ofrece otra posibilidad en la que indica que Vitthu (Viṭhu) es una alteración en canarés del nombre Visnú adoptado en lengua maratí. Los sufijos –la y –ba (que significan ‘padre’ en maratí) fueron añadidos en reverencia a la deidad, produciendo los nombres Vitthala y Vithoba.
La alteración de Visnú a Vitthu puede haber sido causada por la tendencia de la gente maratí y canaresa de pronunciar la palabra ṣṇ (/ʃn/) en sánscrito, como ṭṭh (/ʈʈʰ/), lo cual fue atestiguado desde el siglo VIII.
De acuerdo con la investigación académica realizada por M. S. Mate (del Deccan College), Pundalik —quien se supone que fue un personaje histórico— fue una figura instrumental en persuadir al rey Visnú Vardhana (alias Bittidev) de la dinastía Hoysala a que construyese el templo en Pandharpur dedicado a Visnú. Posteriormente el rey Visnú Vardhana denominó a la deidad como Vitthala, nombre que deriva de Bittidev.
Otras variantes del nombre incluyen Viṭhurāyā (‘rey Vitthala’), y Viṭhāī (‘madre Vitthala’). La gente proveniente de Guyarat añadió el sufijo –nath (Señor) a Vitthala, resultando en el nombre Vitthal-nath.
Otro popular epíteto para Vithoba —que explica el santo escritor jaina Jemachandra (1089-1172)— es Pandúranga, que significa ‘blancuzco-color’ (siendo pāṇḍú: ‘blancuzco’ o ‘amarillento’, y raṅga: ‘color’). A pesar de que Vithoba es representado con tez oscura (como Krisná), es denominado ‘color blanco’. Bhandarkar explica esta paradoja, proponiendo la idea de que Pandúranga puede ser un epíteto de la forma de Shivá adorada en Pandharpur, donde aún reposa su templo. El término Pandáranga también se usa como un epíteto del dios Shiva.
Después, con la creciente popularidad del culto hacia Vithoba, el nombre fue transferido a Vithoba.
Otra teoría sugiere que Vithoba pudo haber sido inicialmente un dios del shivaísmo (relacionado con el culto del dios Shivá), y luego identificado con Visnú, explicando de tal forma el uso de Pandúranga para designar a Vithoba.
No obstante, Crooke propuso que Pandúranga es una forma en sánscrito de Pandáraga (perteneciente a Pandarga), y refiriéndose al antiguo nombre de Pandharpur. Otro nombre que también se refiere a Vithoba como el señor de Pandhari (o Pandharpur) es Pandharinath. Por último, Vithoba también es designado con los nombres universales de la doctrina del visnuismo como Hari y Narayana, que son típicos del culto a Vishnu.

## Origen y desarrollo
La reconstrucción histórica del desarrollo del culto a Vithoba ha sido ampliamente debatida. En particular, varias teorías han sido propuestas sobre los primeros periodos de su existencia, así mismo como el momento en el cual logró obtener el reconocimiento como deidad única. El himno Pandúranga-shataka-stotra del siglo VIII y el cual es atribuido a Adi Shankaracharya, indica que el culto a Vithoba puede haber existido desde una fecha más temprana.
Existe también un Pāṇḍú raṅga viṭṭhala stotra.
De acuerdo con Richard Maxwell Eaton, autor de Historia social del Decán (en inglés, A social history of the Deccan, 2005), ha indicado que Vithoba fue posiblemente adorado desde el siglo VI como un dios pastoral. La iconografía de Vithoba en posición de jarra es similar a Bir Kuar, el dios del ganado de los Ahirs del estado de Bihar, el cual también es asociado con Krisná.
Al igual que otros dioses pastorales, con el transcurso del tiempo Vithoba probablemente fue asimilado en el panteón shivaísta e identificado con el dios Shiva. Esta teoría es respaldada por el hecho de que el templo de Pandharpur está rodeado de templos dedicados a Shivá (particularmente al devoto Pundalik) y la prenda que Vithoba lleva sobre su cabeza es un linga, el símbolo de Shivá. No obstante, en el siglo XIII los santos poetas como Namdev, Eknath y Tukaram identificaron a Vithoba con Visnú.
Christian Novetzke de la Universidad de Washington ha sugerido que el culto a Vithoba migró desde Karnataka hacia la antigua ciudad shivaísta de Pandharpur en algún momento antes del 1000. Sin embargo, la ciudad de Pandharpur fue transformada en un centro de peregrinación del visnuismo, bajo la posible influencia de una secta majanubhava con culto hacia Krisná. Esta propuesta es consecuente con los vestigios contemporáneos del culto shivaísta en la ciudad.

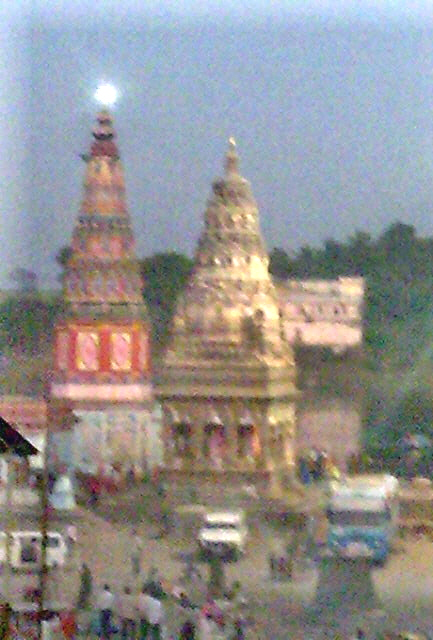
Templo de Pundalik en Pandharpur

El historiador religioso R. C. Dhere, autor de Sri Vitthal: ek mahasamanvaya y ganador del premio Sahityaha, ha sugerido que el culto a Vithoba puede ser aún más antiguo (védico o pre-védico), por lo tanto estableciendo el culto hacia Krisná en una fecha anterior.
Conforme a esta teoría, Vithoba es una fusión de varios héroes locales, los cuales ofrecieron sus vidas para salvar su ganado, y fue adorado en el principio por los dhangar, una casta poderosa, propietaria de ganado y procedente de Maharastra. El ascenso al poder de la dinastía Yadava, la cual tenía herencia pastoral, pudo haber conducido a la población a la glorificación de Vithoba como Krisná, que es usualmente representado como un pastor. La visnuización de Vithoba causó la conversión del templo shivaísta de Pundarika en el templo visnuista del devoto Pundalik, quien de acuerdo con la leyenda fue el que trasladó a Vithoba a Pandharpur. Vithoba también es asimilado en el budismo como una representación de Buda, y por el contrario en el hinduismo es visto como una representación de Visnú.
A pesar de la asimilación de Vithoba en el visnuismo como Krisná-Visnú, no hereda los matices eróticos de Krisná tales como su flirteo con las gopīs (o vaqueras). Al contrario, a Vithoba se lo asocia con la «compasión, el amor infinito y la ternura hacia sus bhaktas (devotos) que puede ser comparado con el amor de una madre hacia sus hijos…añorando la presencia de sus devotos de la misma manera que una vaca añora a su distante becerro».
G. A. Deleury ha propuesto que la imagen de Vithoba es un víragal (héroe de piedra), que más tarde fue identificado con Visnú en forma de Krisná, y que Pundalik transformó el culto ritualista puránico (con pūyā o adoración ritualista), en un culto bhakti más idealizado, basado en «una adoración interiorizada precediendo la distinción de castas y el sacerdocio institucional».
El indologista Dr. Tirak propone que Vithoba emergió como «una alternativa al existente panteón» de deidades brahmanistas (relacionadas con el hinduismo clásico y ritualista). La aparición de Vithoba fue simultánea con el surgimiento de un nuevo tipo de devoto laico conocido como varkari. Mientras que Visnú y Shivá estaban vinculados a una estricta adoración ritualista y bajo el control de los sacerdotes de la casta bráhmana, Vithoba «el dios de los subalternos, se hizo más humano». Frecuentemente Vithoba es alabado como el protector de los pobres y necesitados.
Otra teoría explica que Vithoba fue un santo jaina, debido a que su imagen en Pandharpur es digambar (desnudo, o literalmente ‘vestido con las direcciones’), como las imágenes de los santos en la tradición jaina digambar.

### Templo de Pandharpur e inscripciones

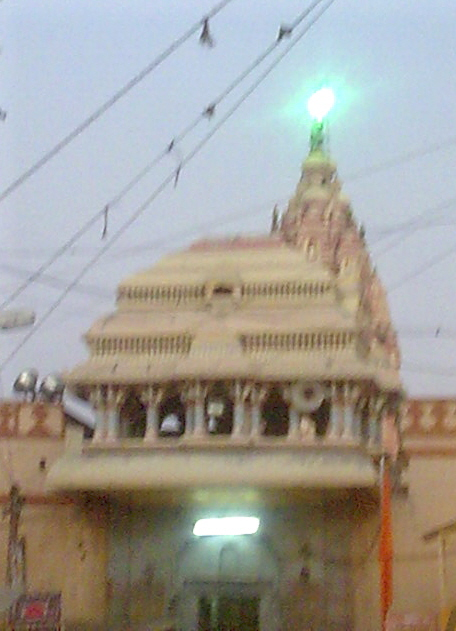
El sikhara (‘pico montañoso’) del templo principal de Vithoba en Pandharpur

A menudo la investigación académica de la historia de Vithoba comienza con la datación del templo principal en Pandharpur, el cual se cree que fue el primer santuario dedicado a esta deidad.
La parte más antigua del templo corresponde al periodo Yadava, durante los siglos XII y XIII. Sin embargo, se presume que la mayor parte de este templo fue construido en el siglo XVII, a pesar de que nunca han cesado nuevas adiciones a la construcción.
Según Bhandarkar la fecha en que se fundó el templo es imprecisa, pero insiste en que hay una clara evidencia de que ya existía en el siglo XIII.
De acuerdo con S. G. Tulpule, el templo ya existía en 1189. De hecho, un monumento con fecha de 1189 registra el establecimiento de un pequeño templo dedicado a Vithoba en su ubicación actual, de tal forma que Tulpule ha concluido que el culto a esta deidad es anterior a 1189.
Una inscripción en una piedra con fecha de 1237, que fue encontrada en una viga del actual templo de Vithoba, menciona que el rey Someshwara de la dinastía Hoysala donó una aldea para que se realizasen ofrendas de alimentos o bhoga hacia Vitthala. Asimismo, una inscripción en una placa de cobre perteneciente al año 1249, registra que el rey Krisná de la casta Yadava concedió a uno de sus generales la aldea de Paundrika-kshetra (campo de Pundarik), en el río Bhimarathi, en presencia del dios Visnú.
Otra inscripción en una piedra del templo narra un sacrificio en Pandúrangapura, del cual «la gente y Vithal, conjuntamente con los dioses fueron complacidos». Por consiguiente desde el siglo XIII, la ciudad ha sido conocida como la ciudad de Pandúranga. En el interior del templo hay una inscripción en una piedra que señala los regalos que han sido otorgados por varios donantes al santuario entre 1272: 1277, particularmente destaca el ministro Jemadri perteneciente al reinado Iádava del rey Ramachandra.
Ranade cree que una inscripción hallada en la ciudad de Alandi, la cual hace referencia a Vitthala y Rakhumai, es la más antigua relacionada con Vithoba y ha remontado su origen a 1209.
No obstante, el nombre de Pandáranga fue descubierto en una inscripción sobre una placa de cobre datada en 516 y perteneciente a la dinastía Rashtrakuta. Citando este suceso, Pande ha inferido que el culto hacia Vithoba estaba bien establecido en el siglo VI.

### Imagen central
Las características físicas de la imagen central (o murti) de Vithoba en Pandharpur y las varias referencias textuales hacia esta, han inspirado teorías relacionadas con su culto. A partir de una versión de la leyenda de Pundalik en el texto religioso Skanda-purana, Sand ha concluido que posiblemente dos murtis diferentes deben haber existido en Pandharpur, cada uno de tipo tirtha y kshetra. El más antiguo era un murti de tirtha, una imagen que había sido deliberadamente ubicada cerca de un cuerpo de agua bendita (tirtha) y orientada hacia el oeste, en dirección al lecho del río Bhima, el cual está adyacente al santuario de Pundalik. De acuerdo con Sand, el murti posterior era de tipo kshetra, ubicado en un lugar de poder sagrado (kshetra), y en este caso orientado hacia el este, en dirección a la colina en la que está ubicado el templo actual desde aproximadamente el año 1189. De esta manera, Sand propone que el culto a Vithoba puede ser anterior al establecimiento del templo.
Deleury sugiere que a pesar de que el templo pudo haber sido construido en el siglo XIII debido a su estilo arquitectónico Hemadpanthi, la estatua de Vithoba es de un estilo más temprano y probablemente fue esculpida para un santuario pequeño que posiblemente existió en Pandharpur. El trabajo artesanal de la imagen es anterior a los estilos artísticos de las dinastías: Yadava (1175: 1318), Chalukya (943: 1210) y Chauhan (685: 1193). Aunque ningún templo existente de Visnú posee una iconografía de Vithoba similar a la del santuario de Pandharpur, Deleury ha encontrado semejanzas entre la imagen de Pandharpur y las imágenes pertenecientes al siglo tercero de Visnú en posición de jarra de las cuevas de Udaygiri, pero ha declarado que estas son de una escuela escultórica diferente.

### Pundalik
El devoto Pundalik es el personaje principal en las leyendas de Vithoba. Comúnmente es percibido como un personaje histórico, relacionado al establecimiento y propagación del culto central varkari hacia Vithoba.
R. G. Bhandarkar ha considerado que Pundalik fue el fundador del culto varkari y el que lo promulgó en el imperio Maratha.
En 1843 Stevenson sugirió que Pundalik pudo haber sido jaina o budista, ya que la tradición varkari es una combinación de las morales del budismo y el jainismo, y Vithoba es visto como Visnú en forma de Buda.
Frazer, Edwards y P. R. Bhandarkar indicaron en 1922 la factibilidad de que Pundalik intentó unificar a Shivá y Visnú, y que este culto tuvo su origen en Karnataka.
En 1933, Ranade señaló que Pundalik, un santo canarés, no fue únicamente el fundador del culto varkari sino que también fue su primer gran devoto y sacerdote del templo en Pandharpur.
Upadhyaya ha apoyado la teoría de que Pundalik pudiese haber sido el primer sacerdote pero rehúsa la idea de su origen canarés. De acuerdo con M. S. Mate, Pundalik tuvo un papel decisivo en persuadir al rey Visnuvardhana de la dinastía Hoysala a que construyese el templo de Pandharpur dedicado a Visnú, ubicándolo a principios del siglo XII. Otros eruditos como Raeside (1965), Dhanpalvae (1972) y Vaudeville (1974) han cuestionado totalmente la historicidad de Pundalik, y lo han descartado como un personaje mítico.

### Identificación

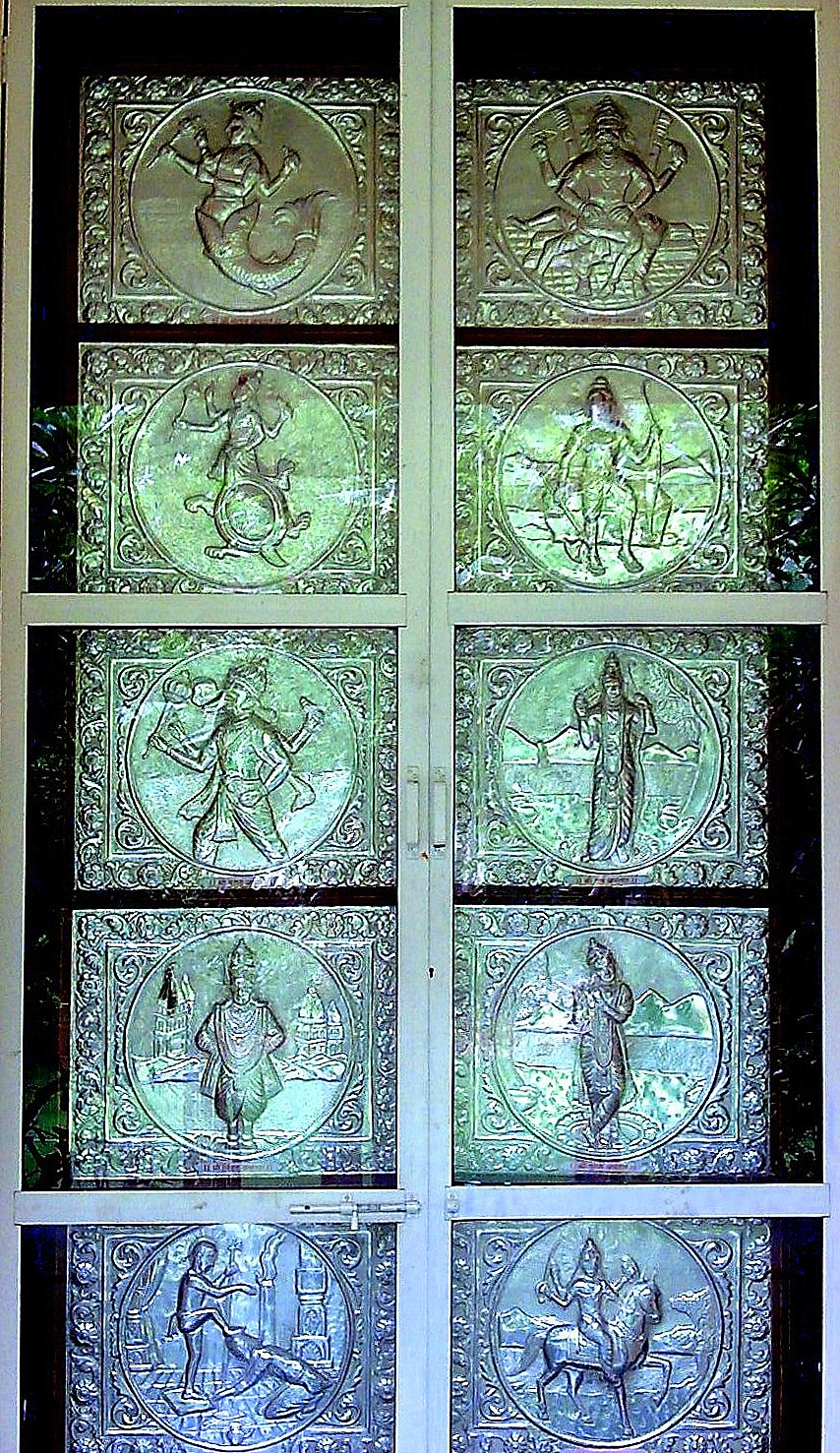
Vithoba (de izquierda a derecha, séptimo desde la parte superior), reemplaza a Buda en una representación de Dashavatar o los diez avatares de Visnú. En la imagen se exhibe la puerta del templo de Sri Balaji (en Goa).

Primordialmente, existen tres deidades hindúes asociadas con Vithoba las cuales son: Visnú, Krisná, y Shivá. Buda Gautama también ha sido relacionado con Vithoba debido a la consecuente deificación hindú de esta deidad como la novena encarnación de Visnú. Sin embargo, el culto varkari considera a Vithoba como el verdadero Visnú (o svarup) y no una manifestación (avatar) de esta deidad, a pesar de la existencia de leyendas y consortes que lo vinculan directamente con Krisná.
Incluso los majanubhava que ascendieron al poder en el siglo XIII como una secta con culto hacia Krisná han descartado la posibilidad de que Vithoba fuese Krisná, y frecuentemente han manifestado su vilipendio hacia la deidad de Pandharpur.
Cabe mencionar que en algunas tradiciones Vithoba es venerado como una forma de Shivá. La casta dhangar aún considera a Vithoba como un hermano del dios Viroba, y además es visto como un dios shivaísta en vez de visnuista.
Underhill propone que el santuario de Pandharpur es una combinación de Visnú-Shivá, y fue establecido por la secta Bhagavata que venera la unión de estos dioses. De hecho, bhagavata o la fusión de Shivá-Visnú, también significa ‘aquello que viene de Bhagaván’.
Sin embargo, para los principales sacerdotes del templo de Pandharpur (brahmanes de la familia Badva), «Vithoba no es ni Shivá ni Visnú, Vithoba es Vithoba».
A pesar de ello, algunos sacerdotes del templo señalan un arcón con imágenes de Vithoba como una prueba de que Vithoba es Visnú, en su forma de Krisná.
La imagen de Vithoba reemplaza la representación tradicional de Buda, cuando es representado como el noveno avatar de Visnú en algunas esculturas y almanaques astrológicos hindúes en Maharastra. En el siglo XVII, los artistas maratíes esculpieron una imagen de Vithoba de Pandharpur sustituyendo la de Buda, en un panel que muestra los avatares de Visnú y que actualmente se exhibe en las cavernas de Shivner en la ciudad de Junnar.
Stevenson ha denominado devotos de Vithoba (vithal-bhaktas) a los budistas visnuistas (bauddho-vaisnavas), debido a que ellos consideran a Vithoba como el noveno avatar (conocido como Buda) de Visnú.
En efecto, los santos poetas alabaron a Vithoba como una representación de Buda.
Asimismo, B. R. Ambedkar (un líder político hindú convertido al budismo) sugiere que Vithoba fue Buda.

## Iconografía
Todas las representaciones de Vithoba están generalmente modeladas a partir de su imagen central en Pandharpur, la cual es una escultura de basalto negro, con una altura de 1,10 metros. Vithoba es frecuentemente representado como un joven de tez oscura. Los santos poetas lo han denominado «Parabrahman [‘supremo Brahman’] con piel oscura».
La escultura lleva puesto en su cabeza una alta corona en forma cónica, que ha sido interpretada como el símbolo de Shivá, también conocido como lingam. Por lo tanto, de acuerdo con Zelliot, Vithoba representa a Shivá y también a Visnú.
El primer poeta santo varkari del siglo XIII, conocido como Dnyaneshwar, estableció que Vithoba (Visnú) carga a Shivá en su cabeza, y que de acuerdo con el visnuismo es el primero y más importante devoto.
Vithoba es representado en posición de jarra, de pie sobre un ladrillo que fue arrojado por el devoto Pundalik. Además lleva consigo un collar realizado con cuentas de tulasí, con incrustaciones de la legendaria gema Kaustubha, y unos aretes en forma de pescado (makara-kundala), los cuales han sido relacionados con la iconografía de Visnú por el santo poeta Tukaram. El Vithoba del templo de Pandharpur sostiene en su mano izquierda una shankha (o caracola) y en la mano derecha una flor de loto o un chakra (disco), los cuales son símbolos tradicionalmente asociados con Visnú. Algunas imágenes de Vithoba son representadas con la mano derecha realizando un gesto que ha sido tradicionalmente malinterpretado con una bendición; sin embargo, en la escultura verdadera no hay ningún gesto de bendición.
La imagen de Pandharpur se exhibe de dos maneras, digambar (desnuda) o vestida con un pedazo de tela en la parte inferior del cuerpo que está atada a la cintura y que se extiende como toga hacia los pies, dejando al descubierto la zona genital. En otras imágenes se lo representa vestido, usualmente usando un pitambara, que es un dhoti (prenda típica de la India) amarillo con ornamentaciones doradas, y la cual es colocada a Vithoba frecuentemente por los sacerdotes de Pandharpur. La escultura de Pandharpur lleva en su pecho izquierdo la marca denominada (Śrivatsa), y la cual se cree que es un rizo de cabello blanco usualmente encontrado en las representaciones de Visnú y Krisná.
La imagen también es honrada con una marca en forma de aro sobre su pecho derecho, llamada shriniketana (la morada de Sri); además posee un mekhala (cinturón de tres cordones); un kathi (palo largo) incrustado en el suelo, entre sus piernas; unos brazaletes dobles realizados con perlas en los codos; y en sus pies tiene los símbolos de una bandera (dhuaya), una tobillera (ankusha) y un rayo (vashra).

## Consortes
Usualmente Vithoba es representado con su consorte principal, Rakhumai, que reposa a su lado izquierdo. Rakhumai (o Rakhamai) significa literalmente ‘madre Rukmini’. Tradicionalmente, Rukmini es vista como la esposa de Krisná. La mayoría de hindúes consideran que Krisná es una forma de Visnú, por consiguiente su consorte es una forma de Lakshmī. Rakhumai es pintada o esculpida en posición de jarra, y también de pie sobre un ladrillo. Esta deidad posee una cella independiente en el complejo religioso de Pandharpur. De acuerdo con Ghurye, Rukmini es una princesa de la región de Vidarbha en el reino de Maharastra, que fue elevada al estatus de consorte principal en vez de Radha, debido a su afiliación con la zona.
Asimismo, la tradición dhangar ha explicado que Rukhumai es adorada como Padmavati o Padubai, y considerada la protectora de la comunidad, en particular del ganado. El folclore dhanga ha indicado que la razón por la cual Vithoba y Padubai tienen santuarios separados se debe a que Vithoba invocó una maldición hacia su consorte, y también por su separación al samsara (o vida como amo de casa).
Aparte de Rakhumai, existen otras dos consortes que son adoradas y se llaman: Satyabhāmā y Rahi (que deriva de Radha). Las tres consortes son consideradas Krisná de acuerdo a la mitología hindú.

## Culto
Vithoba es una deidad popular en Maharastra y Karnataka; también existen devotos en Andhra Pradesh y Tamil Nadú, pero en menor número. Es adorado y reverenciado por la mayoría de maratíes, pero no posee la popularidad de un kula deváta (deidad familiar).
Su templo principal, el cual incluye un único y adicional santuario para su consorte Rakhumai, está localizado en Pandharpur. En este contexto, Pandharpur es cariñosamente llamado Bhu-Vaikuntha (o el lugar de residencia de Visnú en la Tierra) por los devotos.
Hay dos tradiciones distintas que giran alrededor del culto de Vithoba en Maharastra, las cuales son: el ritual de adoración en el templo por los sacerdotes brahmanes de la familia Badva, y la adoración espiritual por los varkaris.
El ritual de adoración incluye cinco ritos diarios. En primer lugar, alrededor de la 3:00 a. m., por medio de un arati (ceremonia) se despierta al dios, y a este ritual se lo conoce como kākaḍāratī. Después viene el pañcha amṛita pūyā, el cual es un puya (ritual) que incluye un baño con cinco (pañcha) substancias dulces llamadas amrita (‘néctar’). Luego la imagen es vestida para recibir las devociones de la mañana. En el tercer puja, a Vithoba se le cambia de vestimenta y se realiza un almuerzo a mediodía, conocido como madhyāhṇapūjā. Las devociones siguen por la tarde, y luego se realiza un cuarto rito durante la puesta del sol para la cena, llamado aparāhṇapūjā. El último ritual es el śera āratī, que es un arati para poner nuevamente al dios a dormir.
Aparte de los ritos en el templo principal de Pandharpur, las tradiciones de la secta haridasa dedicadas a Vitthala también florecieron en Karnataka.

### Secta varkari

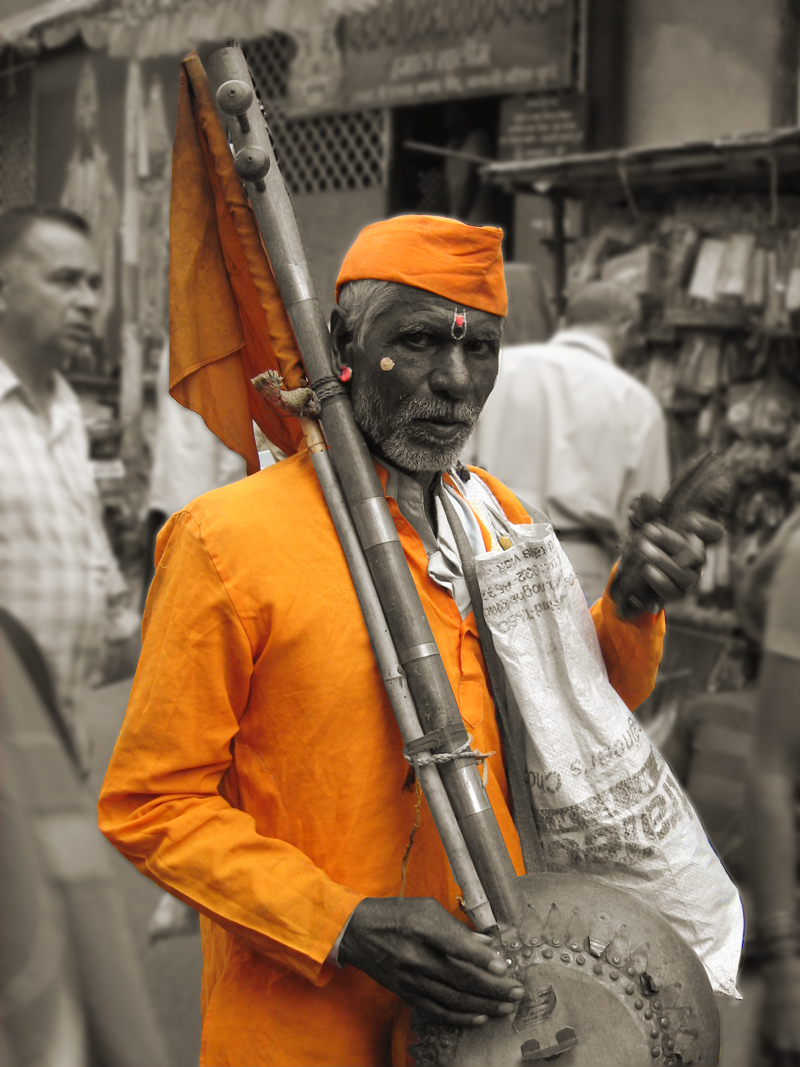
Un varkari viaja desde Alandi a Pandharpur. Lleva consigo una vina (laúd) adherida a una bandera color azafrán y címbalos atados a sus manos con cordones.

El varkari panthá (‘sendero del peregrino’) o varkari sampradaya (‘tradición del peregrino’) es una de las sectas visnuistas más importantes de la India.
Es una secta monoteísta o bhakti, enfocada en la adoración de Vithoba y basada en el tradicional dharma de Bhagaván. La secta es una "síntesis de Shivá y Visnú" y un "visnuismo nominal, que contiene una mezcla libre de otras religiones". Se cree que se originó en Karnataka y migró a Maharastra. Esta última teoría se basa en la referencias de Vithoba como un "canarés" (perteneciente a Karnataka) presentes en la obra de Dnyaneshwar, quien fue el primer santo poeta. Sin embargo, esta palabra también puede ser interpretada como "difícil de entender". Los varkaris y los eruditos que creen que Pundalik fue un personaje histórico, también lo consideran el fundador del culto hacia Vithoba. Esta creencia está evidenciada en la invocación litúrgica siguiente: «Pundalika vara-dá Hari Vitthala!», que significa ‘¡oh Hari Vitthala, quien da bendición (vara da) a Pundalik!’.
No obstante, de acuerdo a Zelliot, la secta fue fundada por Dhianeshwar (también conocido como Gñaneshwar), quien fue un poeta y filósofo brahmanista, que escribió durante el período de 1275 a 1296.
Los varkaris también lo acreditan con la frase «Dhyanadev rachila paya», la cual significa ‘Dnyaneshwar depositó la primera piedra’.
Namdev (c. 1270-1350) un sastre miembro de la casta shudrá (la cuarta casta, de esclavos, en la India), escribió unos poemas devocionales en maratí en honor a Vithoba y que fueron denominados abhangas (literalmente significa ‘intacto’), y utilizó la invocación y contestación llamada kirtan (literalmente significa ‘mencionar, repetir, decir’), la cual es una forma de canto para alabar la gloria del Señor. Las presentaciones públicas de esta devoción musical condujeron a la difusión de la fe hacia Vithoba, la cual aceptaba a las mujeres, a los shudrás y a los dalit (o ‘intocables’), algo que era prohibido en el hinduismo clásico brahmanista. En la época de los gobernantes musulmanes, la fe afrontó un estancamiento. Sin embargo, después del declive del Imperio Viyaia Nagara, cuando iniciaron las guerras en la región del Decán, los líderes musulmanes tuvieron que aceptar las creencias de Maharastra para obtener el apoyo de la gente. En este período, Eknath (c. 1533-1599) revivió la tradición varkari. Con la fundación del Imperio Maratha por Shivaji, un tendero de la casta Shudrá llamado Tukaram (c. 1568-1650), propagó la tradición céntrica de Vithoba a lo largo de la región de Maharastra.
Todos estos santos poetas y otros como la santa poetisa Yana Bai, quien era la sirvienta de Namdev, escribieron poesías dedicadas a Vithoba. La poesía maratí aboga por la devoción pura, refiriéndose a Vithoba generalmente como un padre, o —en el caso de Yanabai— como una madre (Vithabai).
No solo las mujeres como Yanabai, sino también una amplia variedad de personas de diferentes castas y orígenes escribieron abhangas en alabanza a Vithoba, como las siguientes:
- Visoba Khechara (quien fue un ortodoxo shivaísta y profesor de Namdev).
- Sena Nhavi (El Barbero).
- Narhari Sonar (El Orfebre).
- Savata Mali (El Jardinero).
- Gora Kumbhar (El Alfarero).
- Kanhopatra (La Niña Danzarina).
- Chokhamela (El Intocable) de Mahar
- el jeque musulmán Mahoma (1560 – 1650).[61][62]

Cualquier persona nacida bajo la fe shivaísta o visnuista que considera a Vithoba su maya-baap (madre-padre) y en Pandharpur su maher (hogar maternal de una novia) es aceptado como un varkari por la secta independientemente de los obstáculos de la casta. Frecuentemente los varkaris realizan una alabanza a Vithoba conocida como yapa (repetición meditativa de un nombre divino), y ayunan durante el ekadashi (undécimo día lunar) de cada mes.

### Secta haridasa

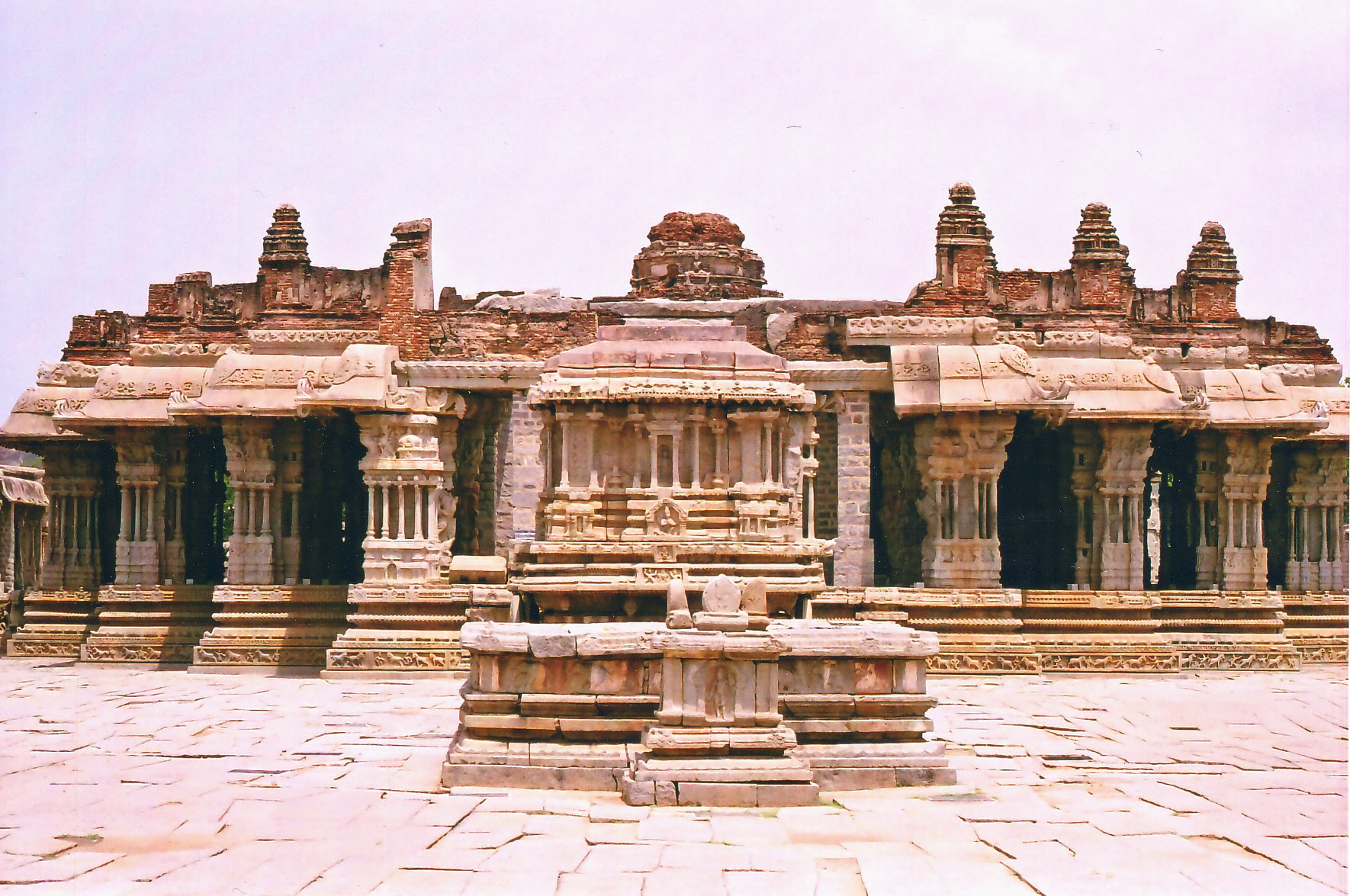
Templo de Vitthala en Hampi (Karnataka). Construido por el rey Krisná Deva Raya.

El término haridasa significa ‘sirviente [dasá] de Jarí [Visnú]’. De acuerdo con la tradición jaridasa, su sampradaia (secta), también conocida como haridasa-kuta fue fundada por Achalananda Vitthala posiblemente en el año 888. Es una rama diferente dentro del visnuismo, la cual se centra en Vitthala (el nombre haridasa-canarés de Vithoba).
Mientras que a los varkari se los asocia normalmente con Maharastra, a los creyentes haridasa se los relaciona con Karnataka. El erudito Sharma considera que el culto a Vithoba emergió por vez primera en Karnataka, y luego se trasladó a Maharastra. Su argumento se basa en las referencias de Dnyaneshwar mencionadas anteriormente en el apartado «secta varkari».
Lutgendorf acredita el movimiento a Vyasatirtha (1478 – 1539), el gurú real del rey Krisná Deva Rash del Imperio ViyaiaNagara. Vitthala disfrutó de un patrocinio real en este período. También se cree que Krisná Deva Raya encargó la construcción del templo de Vitthala en la antigua ciudad capital Viyaia Nagara (actualmente Hampi).
Los haridasa consideran sagrados los templos de Pandharpur y de Hampi, y veneran a Vitthala junto con otras formas de Krisná.
La literatura haridasa generalmente abarca temas de alabanza dedicados a Vitthala y Krisná. Los poetas haridasas como Vijaya Vitthala, Gopala Vitthala, Jagannatha Vitthala, Venugopala Vitthala y Mohana Vitthala; adoptaron nombres de pila que finalizan con la palabra Vitthala, como un acto de devoción.
El poeta haridasa de nombre Purandara Dasa o Purandara Vitthala (1484-1564), considerado el «padre de la música carnática», frecuentemente terminaba sus composiciones en idioma canarés con un saludo a Vitthala.

### Festivales

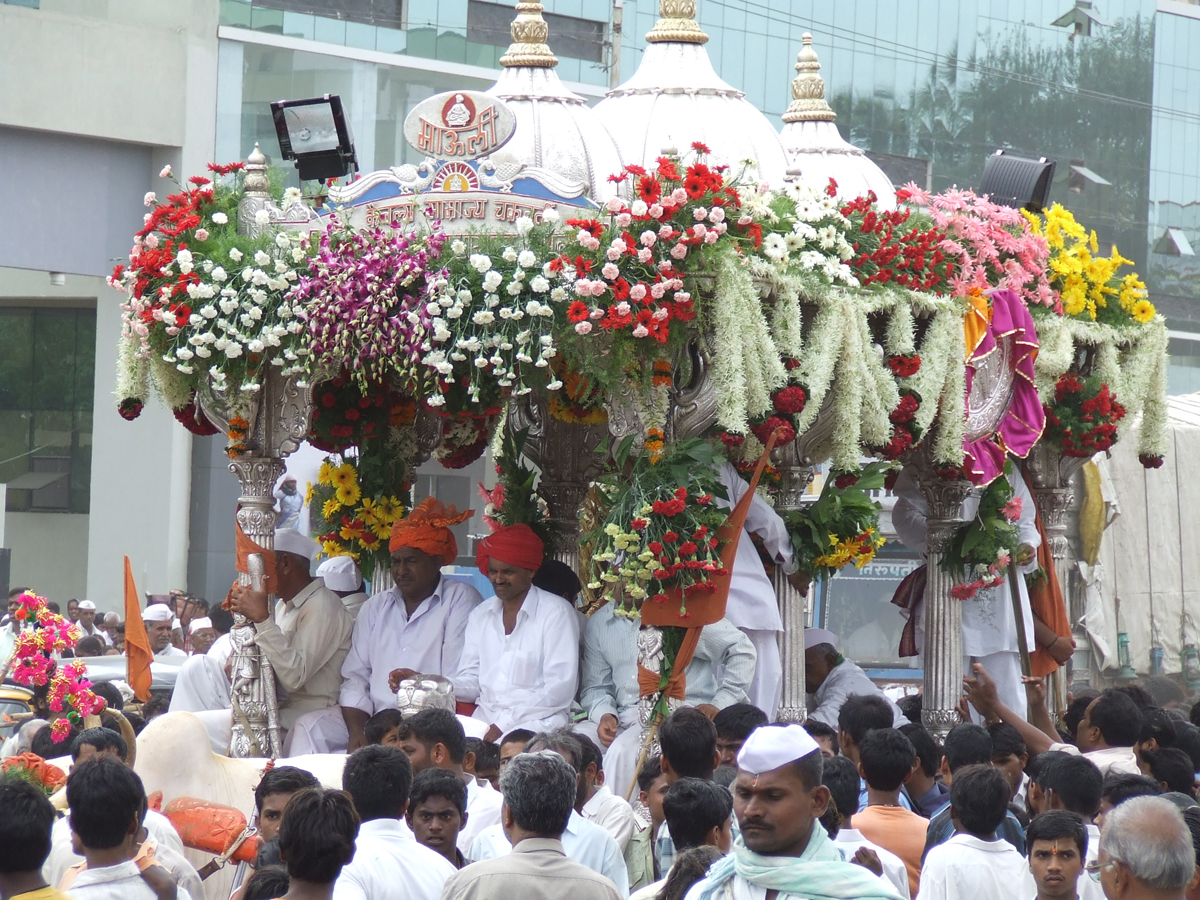
En la imagen se observa un palkhi o palanquín de Dnyaneshwar, en el cual está depositado el calzado del santo, y es transportado con honor en una carroza de plata halada por bueyes desde la ciudad de Alandi a Pandharpur.

Los festivales asociados con Vithoba corresponden principalmente a los yatras (peregrinaciones) bianuales de los varkaris. Los peregrinos viajan al templo de Pandharpur desde Alandi y Dehu, que son ciudades relacionadas con los santos poetas Dnianeshwar y Tukaram respectivamente. En el camino, cantan abhangas (canciones devocionales) dedicadas a Vithoba y repiten su nombre, llevando consigo palkhis (o palanquines) de los santos poetas. Los varkaris no practican cultos ritualistas pero realizan darsanas (adoraciones visuales) a la deidad. El ritual de adoración de los sacerdotes está restringido a cinco días, los cuales son realizados durante Ashadha (junio-julio) y Kartik (octubre-noviembre) en cada ekadashi (undécimo día lunar), y donde participan un gran número de peregrinaciones (yatras) de la secta varkari. En menor número, algunos varkaris también visitan el templo de Pandharpur durante dos ekadashis en los meses del calendario hindú magha y chaitra.
Hasta 600 000 varkaris viajan a Pandharpur para la peregrinación (iatra) durante shayani ekadashi, el undécimo día de la luna creciente en el mes lunar de ashadha.
Ambos, shayani ekadashi y prabodini ekadashi (en el cuarto creciente de kartik o el octavo mes), están asociados con la mitología de Visnú. Los hindúes creen que Visnú duerme en Ksheersagar (un océano de leche, que rodea continentes ignotos de este planeta), mientras su espalda reposa sobre Shesha Nāga (la serpiente cósmica). Su sueño empieza en shayani ekadashi (que significa el ‘día once, del sueño’) y finalmente se despierta, cuatro meses después, en prabodhini ekadashi. Las celebraciones en ashadha y kartik continúan hasta los días de luna llena de esos meses, y concluyen con procesiones con antorchas. Algunas inscripciones de siglo XI mencionan las peregrinaciones ekadashi a Pandharpur. Durante shayani ekadashi y prabodini ekadashi, el jefe de gobierno o ministro del estado de Maharastra realiza rituales en alabanza a Vithoba de parte del gobierno de Maharastra, los cuales son denominados sakari-majapuya.
Además de los cuatro ekadashis, una feria se lleva a cabo en Pandharpur durante la noche de Dasara, en la cual los devotos bailan en un gran bloque (ranga-shila) frente a Vithoba, acompañados por procesiones con antorchas. Otras prácticas en el templo de Pandharpur incluyen: El ranga-pañchami, que es un ritual en el que se esparce gulal (polvo rojo) sobre los pies de la deidad. También se realiza la ceremonia denominada Krisná yanma ashtami, que es la celebración del nacimiento de Krisná, y en la cual los devotos cantan y bailan ante Vithoba por nueve días.
Otros días sagrados son los miércoles, los sábados, y el resto de ekadashis que son considerados sagrados según el visnuismo.

### Obras devocionales

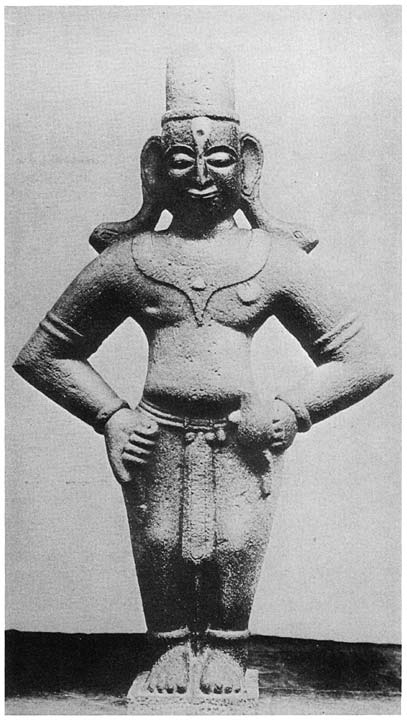
Esta escultura de piedra de Vithoba hereda muchos de los atributos de la representación escultórica de la deidad que actualmente se encuentra en el templo de Pandharpur, como son: la corona cónica, los aretes en forma de pescado, el collar con la gema central y el ladrillo.

Las obras devocionales dedicadas a Vithoba pueden ser categorizadas dentro de la tradición varkari, también en la tradición brahmanista y finalmente en lo que Raeside denomina una «tercera tradición», la cual incluye una fusión de elementos de ambas tradiciones. Los textos varkari están escritos en idioma maratí, los textos brahmanistas en sánscrito, y los de la «tercera tradición» son textos en maratí escritos por brahmanes. Entre las obras varkari se encuentran: Bhaktalilamrita y Bhaktavijaya escritas por Mahipati, Pundalika majatmia por Bahinabai, y por último un largo abhanga por Namdev. Todas estas composiciones describen la leyenda de Pundalik. Los textos brahmanistas incluyen: dos versiones de Pandúranga majatmia provenientes del texto religioso Skanda-purana (que consta de 900 versos); Pandúranga majatmia proveniente del texto religioso Padma-purana (que consta de 1200 versos); Bhima majatmia que también proviene del Padma-purana; y un tercer trabajo devocional, también titulado Pandúranga majatmia que se encuentra en el libro religioso Visnú-purana.
Los textos de la »tercera tradición» se pueden apreciar en dos obras, las cuales son: Pandúranga majatmia por el brahmán Sridhara (que consta de 750 versos), y otro texto con el mismo nombre que fue escrito por Prahlada Majarás (que consta de 181 versos).
Aparte de los antes mencionados, existen varios abhangas (que son poemas cortos devocionales en maratí de los varkaris), muchos stutis (canciones de alabanza) y stotras (himnos), pero cabe mencionar que algunos de estos cánticos tuvieron su origen en la tradición haridasa. El más conocido de estos himnos es "Pandúranga staka" o "Pandúranga stotra", y se cree que fue compuesto por Adi Shankaracharya, a pesar de que esta atribución es cuestionada.
Un texto llamado Tirthavali-Gatha, que ha sido adjudicado a Namdev, también a Dnianeshwar, y que posiblemente fue una recopilación de escritos de muchos santos poetas, también se centra en la propagación de la fe varkari y el culto a Vithoba.
Entre otros trabajos devocionales están los aratis como el Yuge atthavisa vitevari ubha por Namdev y Yei O Vitthala maje mauli re. En estos aratis se le canta a Vithoba, el cual está arropado con una túnica amarilla y recibe los servicios de Garudá (que es el vájana [‘vehículo’] de Visnú) y también de Hánuman (el dios mono, devoto de Rāma, el cual es un avatar de Visnú). Finalmente, el poeta telugú llamado Tenali Ramakrisná (siglo XVI) hace referencia a Vithoba como Pandúranga en su poema titulado Pandúranga majatmia, como se puede visualizar en el siguiente verso: «(Oh Párvati), aceptando los servicios de Pundarika y Kshetrapala (manifestación de Shivá conocida como Kala-Bhairava), convirtiéndote en el árbol que satisface los deseos al asumir una sutil figura para el bienestar de los devotos, cumpliendo sus deseos, la deidad Pandúranga reside en el templo».

### Templos
Existen muchos templos dedicados a Vithoba en Maharastra, y algunos en Karnataka como Tamil Nadu y Andhra Pradesh. Sin embargo, el principal centro de culto de Vithoba es el templo de Pandharpur. La fecha de establecimiento de este santuario es discutida, a pesar de la evidencia que demuestra que ya existía en el siglo XIII, en la época de Dnianeshwar. Otras deidades también son adoradas junto a Vithoba y sus consortes (Rukmini, Satyabhama y Radha), las cuales incluyen: Venkateshwara, una forma de Visnú; Majalakshmi, que es una encarnación de la consorte de Visnú llamada Lakshmī; y finalmente Garudá y Hánuman. También se adoran en el templo deidades shivaístas como: Ganesha, el dios cabeza de elefante de la sabiduría y los principios; Khandoba, una forma de Shivá; y Annapurna, que es una forma de la consorte de Shivá, llamada Párvati. Los samādhis (monumentos conmemorativos) de santos como Namdev, Chokhamela y Janabai, y de devotos como Pundalik y Kanhapatra, están ubicados alrededor del templo.
Otros centros de culto significativos en Maharastra están localizados en el pueblo de Dehu, que fue el lugar de nacimiento de Tukaram, y que atrae visitantes durante los ekadashis de cada año. También en Kole (distrito de Satara), el cual alberga un templo en memoria de Ghadge Bova, y donde se realiza una feria en el quinto día de la quincena brillante (luna creciente) en el mes de Maagha. Asimismo, en los poblados de Kolhapur y Raajapur se encuentran templos a Vithoba, los cuales sirven como anfitriones de ferias durante shayani ekadashi y prabodini ekadashi, y finalmente en Birla Mandir ubicado en el pueblo de Shahad.

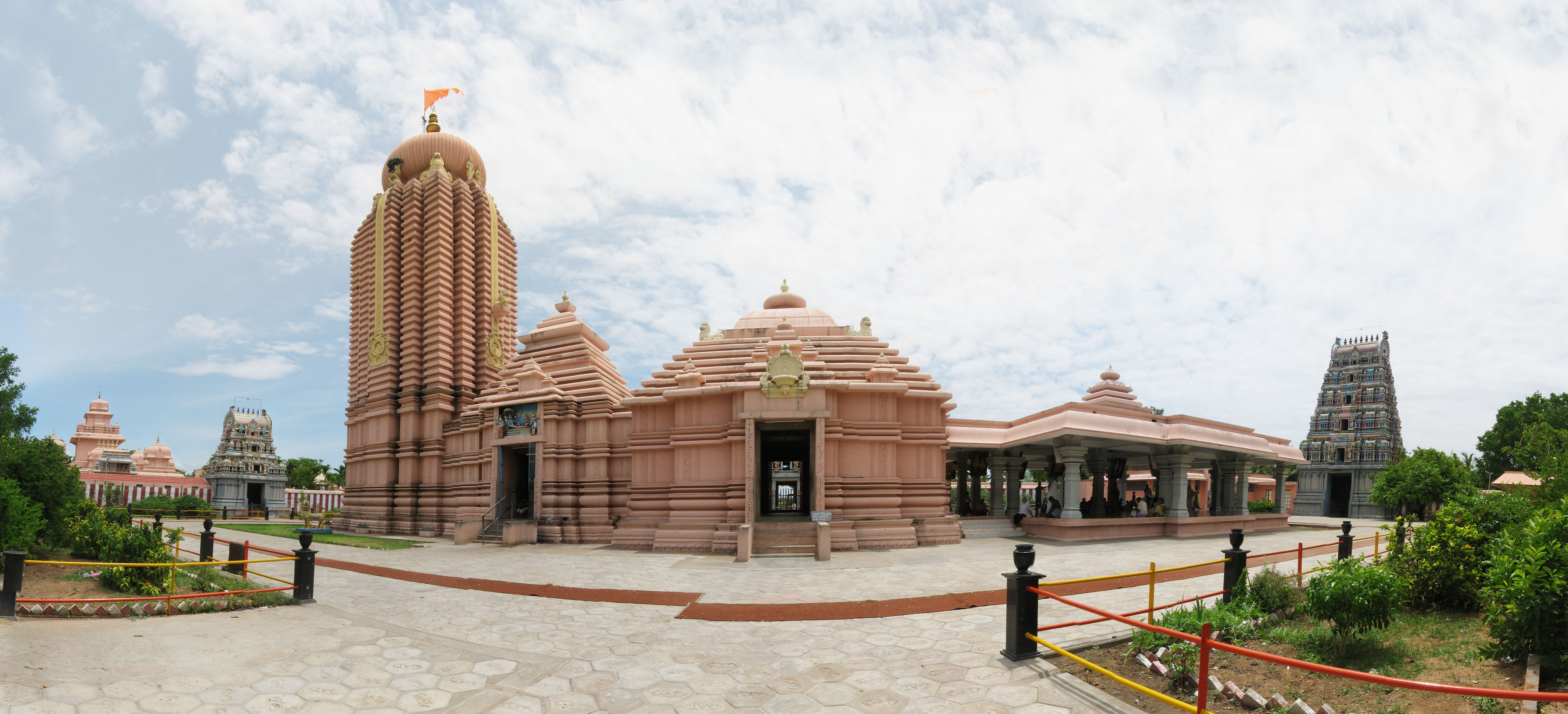
Templo de Pandúranga, ubicado en el pueblo de Thennangur, en el estado federal de Tamil Nadú (India)

Vithoba fue introducido en el sur de la India durante el período de los imperios Vijayanagara y Maratha, y generalmente se lo conoce en estas regiones como Vitthala.
El templo de Hampi es un lugar declarado patrimonio de la humanidad y el más importante de los santuarios de Vitthala fuera de Maharastra. Construido en el siglo XV, se cree que albergó la imagen central de Vithoba de Pandharpur, la cual fue extraída por el rey Krisná Deva Raya con el propósito de «elevar su propio estatus» o posiblemente para salvar la imagen del saqueo de los invasores musulmanes.
Luego fue devuelta a Pandharpur por Bhanudas (1448-1513), el bisabuelo del santo poeta Eknath. Hoy en día, el templo se encuentra sin su imagen central, a pesar de que entre los años 1516 a 1565 la mayoría de transacciones importantes, que debían haber sido realizadas ante la presencia de la deidad propia del estado Virupaksha (una forma de Shivá) fueron realizadas frente a la imagen de Vitthala.
Tres de los ocho mathas (monasterios) establecidos por Madhva en Karnataka, específicamente Shihur, Pejavara y Puttige, tienen a Vitthala como su deidad principal.
Un templo de Vitthaleshwara está ubicado en el pueblo de Mulgabal, en el estado de Karnataka. En Tamil Nadu, los templos de Vitthala se encuentran en Sri Rangam, también en el pueblo de Vittalapuram localizado en el distrito de Tirunelveli, en Thennangur, y algunas esculturas se encuentra en la ciudad de Kanchipuram.

## Leyenda

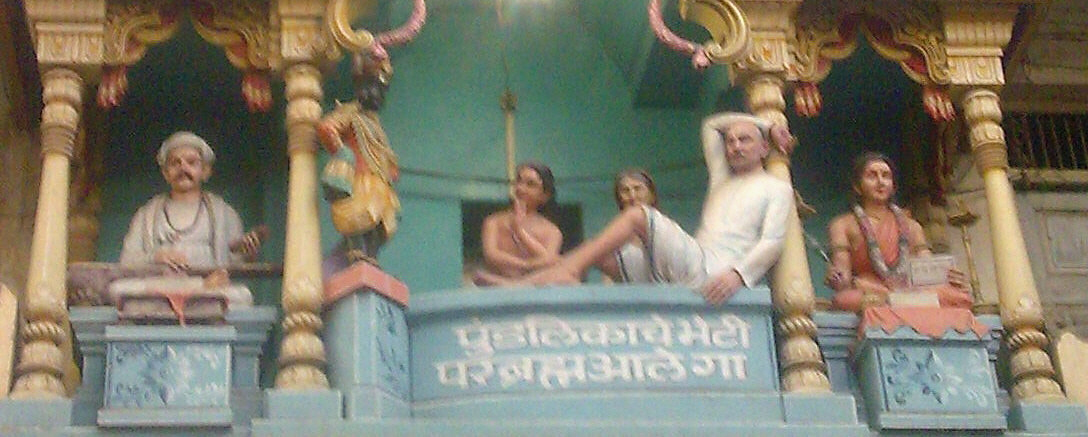
Detalle de un gopuram de un templo cercano al templo central de Vithoba en Pandharpur. El panel izquierdo representa a Tukaram, el panel central representa al dios Vithoba (figura de color oscuro a la izquierda) esperando a su devoto Pundalik (centro), mientras este sirve a sus padres, el panel derecho representa a Dnyaneshwar.

Las leyendas que tratan sobre Vithoba usualmente se centran en su devoto Pundalik, o en el papel de esta deidad como salvador de los santos poetas de la fe varkari. Las leyendas de Pundalik son mencionadas en las sagradas escrituras en idioma sánscrito tituladas Skanda-purana y Padma-purana. También están documentadas en los textos en maratí denominados: Pandúranga majatmia, escrito por el brahmán Sridhara, también en otro trabajo del mismo nombre escrito por un autor desconocido (aunque firma «Prajlada Majarás», el legendario rey hindú), y en los abhangas de varios santos poetas.
Existen tres versiones de la leyenda de Pundalik, dos de las cuales son avaladas como variantes textuales del Skanda-purana (1.34-67). De acuerdo con la primera, el asceta Pundarika (Pundalik) es descrito como un devoto del dios Visnú, el cual está dedicado al servicio de sus padres. En la historia el dios Gopala- Krisná, una forma de Visnú viajó con su ganado y con el aspecto de pastor desde la aldea de Góvardhana para reunirse con Pundarika. En el texto, Krisná es descrito en forma de digambar (‘vestido de direcciones’: desnudo), utilizando un makara-kundala (aretes en forma de pescado), con la marca en su pecho izquierdo denominada srivatsa, también lleva puesto una prenda que cubre su cabeza con plumas de pavo real, mientras que sus manos reposan sobre sus caderas y sostiene entre sus piernas su vara para el ganado. En la ribera del río Bhima, Pundarika le pide a Krisná que se mantenga de esa forma, porque cree que su presencia hará del lugar un tirtha (lugar sagrado de peregrinación) y un kshetra (‘campo’, lugar de peregrinación).
Hoy en día, esta ubicación ha sido identificada con la ciudad de Pandharpur, la cual está localizada en las orillas de dicho río.
La segunda versión de la leyenda describe la aparición de Vithoba ante Pundalik, con el aspecto físico de un niño de cinco años o Bala Krisná (el niño Krisná). Esta versión se encuentra en manuscritos de ambos Puranas (libros religiosos), escritos supuestamente por Prajlad Majarash, y los santos poetas, particularmente Tukaram.
La versión restante de la leyenda de Pundalik está en el texto de Sridhara y también aparece como una variante en Padma-purana. Según la leyenda, Pundalik era un brahmán que estaba locamente enamorado de su esposa y que por esta razón abandonó a sus padres ancianos. Posteriormente, conoció al sabio Kukkuta, y sufrió una transformación decidiendo dedicar el resto de su vida al servicio de sus padres. Mientras tanto, Radha, la amante de Krisná, fue a Dwarka, el reino de este dios, y se sentó en sus rodillas. En esta visita Radha no honró a Rukmini, la reina consorte principal de Krisná, y tampoco Krisná sintió que Radha era responsable de alguna ofensa. Rukmini se sintió injuriada, razón por la cual abandonó a Krisná, y viajó al bosque de Dandivana ubicado cerca de Pandharpur. Entristecido por la partida de Rukmini, Krisná salió en búsqueda de su esposa hasta que finalmente la encontró descansando en Dandivana, cerca de la casa de Pundalik. Después de persuadirla a que lo perdonase, Krisná logró apaciguarla. Seguidamente, Krisná visitó a Pundalik, y lo encontró ayudando a sus padres. Pundalik lanzó un ladrillo al exterior de su hogar para que Krisná se parase sobre él mientras lo esperaba. Luego Pundalik se acercó al dios (el cual estaba en forma de Vithoba), y le pidió que permaneciese en el ladrillo con Rukmini (la cual estaba con aspecto de Rakhumai), para que por siempre bendijera a sus devotos.
Otras leyendas describen a Vithoba acudiendo al rescate de sus devotos con aspecto de plebeyo, o de intocable (Mahar), o como un mendigo brahmán.
Mahipati, en su obra titulada Pandúrangastrota, narra como Vithoba ayudó a la santa Janabai en sus tareas diarias, limpiando la casa y moliendo el arroz.
También indica como Vithoba ayudó a Sena el barbero, cuando el rey de Bidar pidió que este fuese arrestado por no acudir al palacio. A pesar de las reiteradas órdenes reales, Sena estaba absorto en sus oraciones a Vithoba que el dios fue al palacio con la apariencia de su fiel devoto para servir al rey, y lo salvó.
Otra de las leyendas describe al santo Damaji, quien era vigilante del depósito real de cereales, y el lugar donde se distribuía los alimentos a la gente con hambruna. Vithoba fue al almacén con apariencia de intocable y pagó por los cereales con una bolsa llena de oro.